# Тропою крови по воле рода!
«Тропо́ю кро́ви по во́ле ро́да!»  — четвёртый студийный альбом российской пэган-метал-группы Butterfly Temple, выпущенный в 2003 году лейблом Irond Records.

## Об альбоме
В списке композиций альбома «боевые» песни чередуются с явными хитами вроде «Огнебога Семаргла жар!» и «Наша кровь одной рекой!». Узнаваемое звучание группы проступает на «Тропою крови по воле рода!» благодаря привнесению в традиционный пэган-метал разнообразных дополнительных элементов — привлечению к записи двух «чистоголосых» вокалистов (Ксении и Абрея), а также партиям скрипки и флейты. Исполняемую Butterfly Temple музыку трудно описать однозначно — в её выразительной палитре обнаруживаются созвучия c творчеством столь разнообразных коллективов, как Skyforger, Moonsorrow, Bathory, Finntroll и Children of Bodom.

## Приём
| Оценки критиков  | Оценки критиков |
| Источник         | Оценка          |
| ---------------- | --------------- |
| Dark City        | [ 1 ]           |
| Play             | [ 3 ]           |
| Tartarean Desire | 7,5/10          |

Альбом удостоился в целом положительных отзывов музыкальных критиков.
Рецензент российского журнала Dark City Srgn. выставил «Тропою крови по воле рода!» наивысшую оценку — пять баллов из пяти. Согласно колумнисту, на момент выхода альбом в очередной раз подтвердил статус Butterfly Temple как бесспорных флагманов российского языческого метала. Подытоживая рецензию, Srgn. отметил, что «Тропою крови по воле рода!» как цельное произведение искусства «производит действительно неизгладимое впечатление».
В положительном ключе об альбоме также высказался обозреватель шведского электронного журнала (вебзина) Tartarean Desire Fjordi, оценивший запись на 7,5 баллов из 10. По мнению автора, «Тропою крови по воле рода!» привлекает к себе внимание благодаря активному использованию элементов, лежащих за рамками традиционного хеви-метала — начиная от партий флейты и скрипки и заканчивая веяниями русской музыкальной культуры (как классики, так и фолка). Fjordi рекомендовал обозреваемый альбом тем слушателям, которые устали от многочисленных «клише и дешёвых клонов» на металической сцене.
Куда менее благосклонно о записи высказался сотрудник российского журнала Play Антон Обозный, выставивший альбому оценку в три балла из пяти. В саркастической по тону рецензии Обозный высказал мнение, что исполняемая Butterfly Temple музыка из-за своей специфичности подходит исключительно под категорию «на любителя». Подводя итог обзору «Тропою крови по воле рода!», журналист отдельно отметил, что число новоявленных любителей наверняка увеличилось благодаря факту показа группы в сюжете программы Леонида Парфёнова «Намедни», посвящённому неоязычеству в России.

## Список композиций
Вся музыка написана Butterfly Temple.
| №                   | Название                         | Текст песни         | Длительность |
| ------------------- | -------------------------------- | ------------------- | ------------ |
| 1.                  | «Вабить, кликать, стон глотать»  | Лесьяр              | 4:37         |
| 2.                  | «Слаще всё же мне (Обруч-Месяц)» | Лесьяр              | 4:39         |
| 3.                  | «Бегу я рысью, бегу я волком!»   | Лесьяр              | 3:33         |
| 4.                  | «Огнебога Семаргла жар!»         | Лесьяр              | 6:11         |
| 5.                  | «Пойти за ней вслед…»            | Лесьяр              | 2:02         |
| 6.                  | «Наша кровь одной рекой!»        | Лесьяр              | 5:09         |
| 7.                  | «Полны чаши вражьей крови!»      | Лесьяр              | 6:26         |
| 8.                  | «С сотней девушек сошёлся!»      | из «Калевалы»       | 3:45         |
| 9.                  | «Гимны рода пели в груди!»       | Лесьяр              | 5:51         |
| 10.                 | «Тропою крови…»                  | Лесьяр              | 2:53         |
| Общая длительность: | Общая длительность:              | Общая длительность: | 45:09        |

## Участники записи
Запись произведена в октябре — декабре 2002 года в студии «Дай-Rec».

| - Лесьяр (Алексей Агафонов) — вокал, варган - Авен (Сергей Аванесов) — клавишные - Михаил Шматко — ритм-гитара - Валерий Остриков — соло-гитара - Александр Никулин — бас - Алексей Спорышев — ударные | - Ксения «Сахарная мама» Маркевич — вокал - Абрей «Вельветовый оркестр» (Сергей Абрамов) — вокал - Мария — скрипка - Олег Мишин (Catharsis, ex-End Zone) — соло-гитара, флейта (5, 6, 8, 9) |